# Žgajnar
Žgajnar je priimek več znanih Slovencev:
- Janez Žgajnar (*1935), agronom, univ. prof. za prehrano živali in diplomat
- Janez Žgajnar (zdravnik), zdravnik onkolog-kirurg, direktor Onkološkega inštituta
- Lojze Žgajnar, gozdarski strok. ?
- Tomaž Žgajnar, pisatelj